# Mészáros Lázár
Pacséri Mészáros Lázár Ferenc Xavér József (Baja, 1796. február 20. – Titley, Anglia, 1858. november 16.) honvéd altábornagy. Az 1848–49-es szabadságharc alatt a Magyar Királyság hadügyminisztere.

## Életrajza
A római katolikus nemesi származású pacséri Mészáros családba született. Édesapja pacséri Mészáros János (1744–1800), Bács vármegye pénztárnoka, táblabíró, földbirtokos, édesanyja Piukovits Katalin (1762–1802) volt. Anyai nagyszülei Piukovics Antal (1722–1792), Bács vármegye alispánja, földbirtokos és Bobich Terézia voltak. Bátyja pacséri Mészáros Antal (1788–1875) volt. Mészáros Lázár apja, Mészáros másképp Gáhy János; Mészáros-Gáhy János, Bács vármegye táblabírája 1791. január 3-án II. Lipót magyar királytól nemesség és családi címer adományban részesült. 1801. február 27-én I. Ferenc magyar királytól a Mészáros Daniel, Antal és Lázár fivérek birtokadományt szereztek a Bács megyei Pacsérre.
Szülei négyéves korában meghaltak, ezért – rokonai között vándorolva – iskoláit Baján, Szabadkán, Pesten és Pécsett végezte. Az árvaságra jutott fiút nagybátyja, Piukovics János katymári plébános nevelte. A helyi káplánnak köszönhetően a kis Lázár négyéves korában megtanult olvasni. Falta a könyveket, és hamar megismerkedett a magyar és európai irodalommal. Jogi tanulmányait megszakítva lépett katonai pályára. 1813. augusztus 1-jétől főhadnagy volt egy Bács-Bodrog vármegyei lovassági alakulatnál. Részt vett a napóleoni háborúkban. 1816-tól a császári-királyi 7. huszárezred, majd 1837-től a császári-királyi 5. Radetzky gróf huszárezred (k.k. Husarenregiment Graf Radetzky Nr.5.) tisztje lett. Ezredével több mint tizennyolc évet töltött Itáliában. A Császári-Királyi Hadsereg itáliai erőinek főparancsnoka, Radetzky tábornagy felfigyelt a tehetséges huszártisztre, az ő javaslatára léptették elő 1845. október 20-án ezredessé és ezredének parancsnokává.
Mészáros Lázár rendkívül nagy műveltségű tiszt volt. Hét nyelven beszélt, és elmélyült ismeretei voltak a katonai tudományok mellett a társadalommal és a gazdasággal kapcsolatos egyéb tudományágakban is. 1837-től levelezett Széchenyi Istvánnal. 1844. december 21-én a Magyar Tudós Társaság levelező tagjává választották. Székfoglalójában a modern polgári társadalmak hadseregét választotta témául.
Kossuth Lajos javaslatára Batthyány Lajos 1848. március 22-én felkérte, hogy vállalja el az első felelős magyar kormányban a hadügyminiszteri posztot. Hivatalát az itáliai hadszíntérről visszatérve május 23-án vette át, rövid idővel ezután császári és királyi vezérőrnaggyá léptették elő, és elöljárója lett a Magyarországon állomásozó császári-királyi haderőnek. Mészáros Lázár elévülhetetlen érdemeket szerzett a magyar honvédsereg megszervezésében, joggal nevezik a magyar honvédség megteremtőjének. 
Újdonságok a politika terén.

Magyar- és Erdélyország.

Pest. Hadügyerünk, Mészáros Lázár múlt héten érkezvén meg Olaszhonból, tárcáját azonnal átvette, s most, mint hallani, egy, a Magyarország s kapcsolt részek védelmezését tárgyazó genialis terv készítésével foglalkozik. A nemzetőrség egyenruhája következő: búzavirágszin atilla, sötétkék zsinórzattal, réz makkgombokkal; szürke nadrág veres paszományal; fekete csákó nemzeti cimerrel. A huszárok dolmánya, mentéje s nadrága szintoly szinü; csákója vitézkötéssel. Az önkéntesek egyenruhája: tobákszin atilla veres sujtással, kékszinű szűk nadrág és topánka.
Hadügyminiszterként ő készítette el az ország védelmére szükséges katonai erő kiállításáról szóló törvényjavaslatot. Júniusban Baja országgyűlési képviselője lett. Augusztus végétől a déli hadszíntéren kialakult kritikus helyzet miatt egy hónapon keresztül ő volt a délvidéki magyar hadsereg főparancsnoka, így Jellasics szeptember 11-ei támadásakor nem volt miniszteri hivatalában. Szeptember 20-án sikertelenül ostromolta a szerb felkelők táborát, Szenttamást. Szeptember 30-án tért vissza a fővárosba. Ő volt a Batthyány-kormány egyetlen minisztere, aki nem mondott le, hadügyminiszterként lett a megalakuló Országos Honvédelmi Bizottmány tagja.

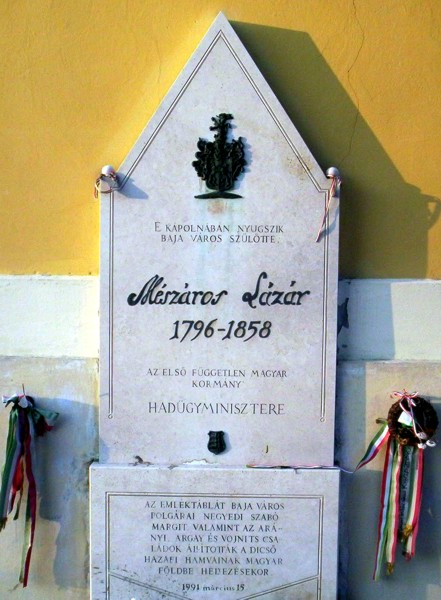
Mészáros Lázár emléktáblája a bajai Szent Rókus-kápolna falán

December 13-ától átvette a mintegy tízezer fős felső-magyarországi hadtest parancsnokságát, de ezúttal sem bizonyult sikeres vezénylő tábornoknak. 1849. január 4-én a kassai ütközetben vereséget szenvedett Franz von Schlik császári altábornagytól. Január 9-én felmentették hadtestparancsnoki beosztásából, de a függetlenségi nyilatkozat kiadásáig továbbra is hadügyminiszterként tevékenykedett. Ettől kezdve május 6-áig volt ideiglenes hadügyminiszter, majd július 1-jén Kossuth a leváltott Görgei helyére főparancsnokká nevezte ki. Ténylegesen csak a közép-tiszai hadsereget bocsátották rendelkezése alá, és az ezt vezető Perczel Mór tábornok is saját elképzelése szerint irányította a hadműveleteket, ezért Mészáros július 26-án lemondott. Július 30-ától az új főparancsnok, Henryk Dembiński vezérkari főnökeként működött.
A temesvári csata után augusztus 14-én az Oszmán Birodalomba távozott. Kossuth Lajossal érkezett Kütahyába. Később Franciaországban és Angliában élt, majd az Amerikai Egyesült Államokban, Iowa államban farmerkedéssel is próbálkozott, egy ideig farmján vele dolgoztak emigráns társai, Katona Miklós honvédalezredes, Wratislaw Ede hadosztály-vezérkari tiszt, Dancs Lajos honvédkapitány. Mészáros Lázár 1858 októberében – rövid idővel halála előtt – tért vissza Angliába.
Végrendeletében úgy intézkedett, hogy nem kíván hazájába visszatérni mindaddig, amíg az ország területén idegen hatalom katonái tartózkodnak. Hamvait 1991. március 15-én helyezték végső nyugalomra a bajai Szent Rókus-kápolnában.

## Művei
- Eszmék és jellemrajzok az 1848/9. forradalom eseményei és szereplőiről, Pest, 1871